# Schienenzeppelin
O Schienenzeppelin (alemão: [ˈʃiːnənˌtsɛpəliːn]) ou Zeppelim Ferroviário foi uma automotora experimental que se assemelhava a um dirigível Zeppelim em aparência. Ele foi designado e desenvolvido pelo engenheiro aeronáutico Franz Kruckenberg em 1929. A propulsão era realizada por um hélice propulsor localizado na traseira, acelerava a automotora até 230,2 quilômetros por hora (143 milhas por hora) firmando o recorde de velocidade terrestre para um veículo sobre trilhos movido por hélice com motor à combustão. Somente um exemplar foi construído, e posteriormente desmanchado por problemas de segurança em 1939.

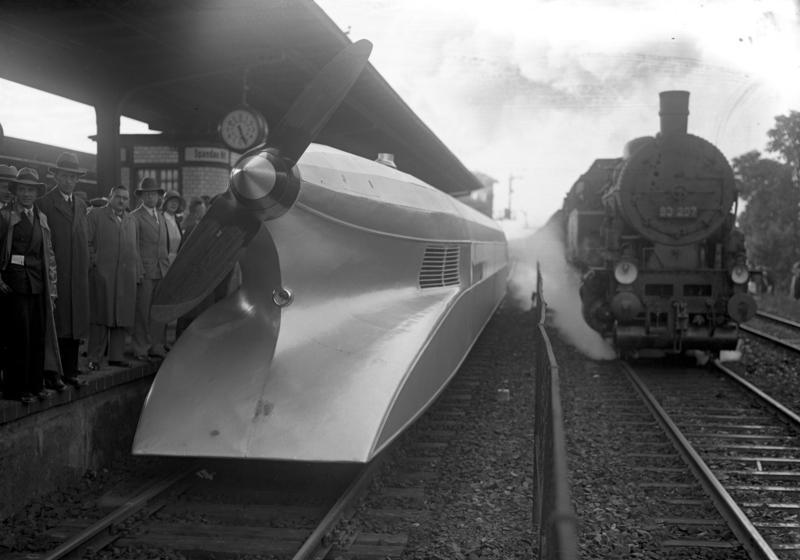
Vista traseira da automotora mostrando a hélice bipá.
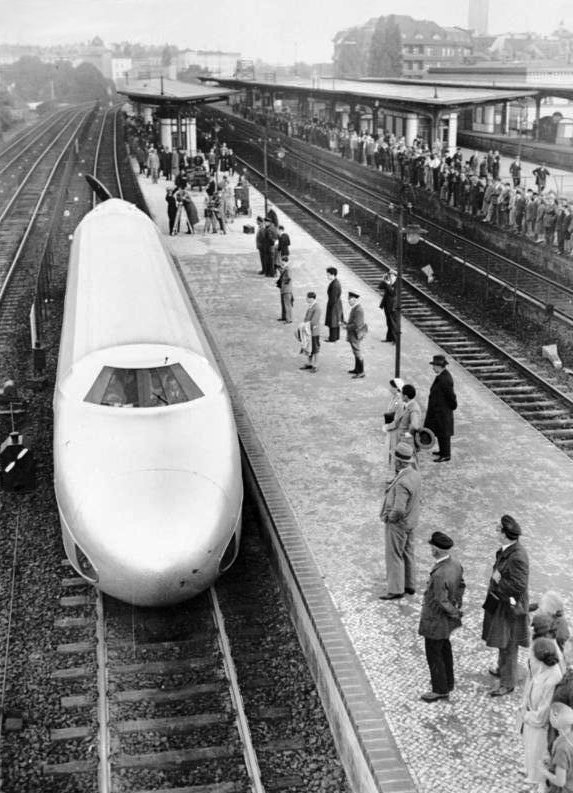
Vista frontal da Schienenzeppelin em Berlim na manhã de 21 de junho de 1931.

## Leitura recomendada
- Gottwaldt, Alfred (2006). Der Schienenzeppelin. Franz Kruckenberg und die Reichsbahn-Schnelltriebwagen der Vorkriegszeit 1929–1939. Freiburg: Ek. ISBN 978-3-88255-134-1.
- Gottwaldt, Alfred (1972). Schienenzeppelin. Franz Kruckenberg und die Reichsbahn-Schnelltriebwagen der Vorkriegszeit 1929–1939. Augsburg: Rösler und Zimmer.